# Opština Dolneni
Dolneni (makedonsky Долнени, albánsky Dollnen) je opština v Severní Makedonii. Dolneni je také název vesnice, která je centrem opštiny. Nachází se v Pelagonském regionu.

## Geografie
Opština sousedí na severovýchodě s opštinou Čaška, na jihovýchodě s opštinou Prilep, na jihu s opštinou Krivogaštani, na jihozápadě s opštinou Kruševo a na severozápadě s opštinou Makedonski Brod.
Centrem opštiny je vesnice Dolneni. Pod ni spadá dalších 36 vesnic:
- Belo Pole, Brailovo, Crnilište, Dabjani, Debrešte, Desovo, Dolgaec, Drenovci, Dupjačani, Gorno Selo, Gostiražni, Kostinci, Košino, Kutleševo, Lažani, Lokveni, Malo Mramorani, Margari, Nebregovo, Novoselani, Peštalevo, Rilevo, Ropotovo, Sarandinovo, Sekirci, Senokos, Slepče, Slivje, Sredorek, Strovija, Vranče, Zabrčani, Zapolžani, Zrze, Žabjani, Žitoše
- Zaniklá vesnice - Golemo Mramorani

## Demografie
Podle sčítání lidu z roku 2021 žije v opštině 13 126 obyvatel. Etnickými skupinami jsou:
- Albánci - 4 442 (33,84 %)
- Makedonci - 3 831 (29,19 %)
- Turci - 2 434 (18,54 %)
- Bosňáci - 2 006 (15,28 %)
- ostatní a neuvedeno - 413 (3,14 %)